# Vick Beasley
Vick Beasley (pseudoniem van Victor Baelus) (Brasschaat, 3 juli 1939 - 2003) was een Belgische imitator van Elvis Presley. Beasley werd in 2004 opgenomen in het Guinness Book of Records als langstdoende Elvis-imitator. Hij was uiteindelijk 47 jaar lang imitator en was ereburger van Tupelo, de geboortestad van Presley.
Vick Beasley maakte zelf enkele singles, die echter weinig succesvol waren.
Beasley verscheen onder meer in de televisieprogramma's van Mies Bouwman en Ivo Niehe, de langspeelfilm Zware jongens met Gaston en Leo en een videoclip van M-Kids.
In 2002 maakte Beasley een mini-Graceland in zijn tuin, met onder meer een levensgroot beeld van Elvis.
Vick Beasley overleed in 2003 aan kanker.

## Singles
- 1999 Wat 'n Nacht (Traube Records)
- Vick Beasley and The Silverwings: Don't You Ever Stop Loving Me
- Vick Beasley and The Flashback: One Night
- Vicky Beasley and The Jardenairs: Elvis We Like Your Music
- Little Darling
- Kay Barry / Vick Beasley - Like I Do / Elvis Is The King
- A Lonely Christmas Without Elvis Presley (White Label Records)